# 임승호
임승호(1994년 10월 9일 ~)는 대한민국의 변호사이며 전 국민의힘과 개혁신당 대변인을 지냈다.

## 방송
- 나는 국대다 (2021) - 우승